# Zihron Yaakov
Zihron Iaakov (în ebraică זכרון יעקב) este un orășel în Israel, 35 km la sud de Haifa. Orașul a fost fondat ca sat agricol de un grup de evrei sioniști din România în anul 1882.